# Рахманли
 Тази статия е за бившето село в Леринско.  За селото в България, чието име до 1934 година е Рахманлии, вижте Розовец.  
Рахманли, още Раманче, Рамалия или Армалия (на гръцки: Ελεούσα, Елеуса, до 1926 година Ραχμανλή, Рахманли), е бивше село в Република Гърция.

## География
Землището на Рахманли е разположено на територията на днешния дем Лерин (Флорина), област Западна Македония, на 22 километра североизточно от демовия център Лерин (Флорина) на 17 километра източно от Долно Клещино (Като Клинес), в северния край на Леринското поле на самата граница със Северна Македония.

## История

### В Османската империя
В XIX век Рахманли е българско село в Леринска каза на Османската империя. В 1845 година руският славист Виктор Григорович минава през селото и описва Ромалія в „Очерк путешествия по Европейской Турции“ като българско село. Според статистиката на Васил Кънчов („Македония. Етнография и статистика“) в 1900 година в Рахманли (Раманче) има 249 жители българи християни.
На Етнографската карта на Битолския вилает на Картографския институт в София от 1901 година Рахманли е чисто българско село в Леринската каза на Битолския санджак с 16 къщи.
Цялото село е под върховенството на Българската екзархия. По данни на секретаря на екзархията Димитър Мишев („La Macédoine et sa Population Chrétienne“) в 1905 година в Раманли (Ramanli) има 128 българи екзархисти.

### В Гърция
През Балканската война в 1912 година в селото влизат гръцки части и след Междусъюзническата в 1913 година селото остава в Гърция. Боривое Милоевич пише в 1921 година („Южна Македония“), че Рамаля (Рамаља) има 12 къщи славяни християни. В 1926 година е прекръстено на Елеуса.